# Thaumistry: In Charm’s Way
Thaumistry: In Charm’s Way ist ein Computerspiel des US-amerikanischen Autoren Bob Bates aus dem Jahr 2017. Das Textadventure wurde durch eine Crowdfunding-Kampagne finanziert und erschien 30 Jahre nach der Blütezeit dieses Computerspiele-Genres.

## Handlung
Thaumistry spielt im New York der Gegenwart. Der Spieler übernimmt die Rolle von Eric Knight, einem ehemals erfolgreichen Nachwuchsforscher, der schon geraume Zeit keinen Erfolg mehr hatte. Seit fünf Jahren arbeitet er in einem kleinen Labor in Lower Manhattan, das ihm vom Gründerzentrum IncuLab finanziert wird, an der Entwicklung eines bahnbrechenden Lasers. Am Tag vor Spielbeginn erhielt Knight eine Mitteilung von IncuLab darüber, dass das Komitee des Gründerzentrums am Abend des Folgetages beschließen werde, dass Knight sein Labor räumen müsse, wenn er bis dahin nicht einen funktionsfähigen Laser präsentiere. Trotz dieser Drohung hat IncuLab Knight einen neuen Assistenten bewilligt und kündigt an, dass sich am nächsten Morgen Bewerber für die Stelle als Laborassistent an seinem Arbeitsplatz einfinden würden. An jenem Morgen beginnt das Spiel im Labor, in dem Knight mal wieder die Nacht verbracht hat.
Der einzige „Bewerber“ ist Jack, ein junger, energiegeladener Mann, der sich als „Bodger“ (auf Deutsch etwa „Stümper“) vorstellt, als Angehöriger eines Geheimbundes, einer Gruppe magiebegabter, aber wenig alltagstauglicher Menschen, der möglicherweise auch Eric angehöre, ohne es zu wissen. Er schlägt Eric vor, sich auf seine möglichen Magie-Fähigkeiten testen zu lassen, mit deren Hilfe er vielleicht einen Ausweg aus seiner misslichen Lage als Forscher finden könne. Ohne realistische anderweitige Perspektive willigt Eric ein. Nachdem er einen ersten Zauberspruch entdeckt und angewendet hat, bringt Jack ihn mit Hilfe eines geheimen unterirdisch verlaufenden Transportmittels zum Hauptquartier der Bodger.
Dort erfährt Eric von einem Problem der Gruppe: Das zentrale Element für die Sicherheit der Bodger ist, dass sie unentdeckt unter den Menschen leben können, und im Rahmen einer gerade in der Stadt stattfindenden Erfindermesse soll der „Thaumeter“ vorgestellt werden, eine Maschine, die Magie sichtbar machen kann. Das würde die Bodger der Verfolgung durch die „normalen“ Menschen preisgeben. Eric bekommt den Auftrag, die Maschine zu zerstören. Die Erfindermesse findet im fiktiven New York Museum of Technology statt, das sich über dem unterirdisch gelegenen Hauptquartier der Bodger befindet. Der „Thaumeter“ ist das Werk des verstorbenen Erfinders Henry Glick, dem auf der Messe ein eigener Raum gewidmet ist und dessen Witwe Sarah das Gerät, dessen Funktion niemandem außer den Bodgern bekannt ist, im Rahmen einer kleinen Feier in Betrieb nehmen soll. Sarah Glick wird außerdem von Darius Katz, einem Investor und Sponsor der Messe, bedrängt, ihm die Patente ihres Mannes zu verkaufen. Sarah Glick willigt ein, den Thaumeter durch den Spieler deaktivieren zu lassen, aber nur unter der Bedingung, dass die Bodger, um die Reputation ihres verstorbenen Mannes zu retten, eine andere seiner Erfindungen zum Laufen bringen: Den AquaMotor, eine Maschine, die Wasser in Energie umwandelt.
Vom Museum aus unternimmt der Spieler kurze Ausflüge in den Central Park Zoo, die Penn Station, den Zuccotti Park und das Javits Center. Der Spieler kann den AquaMotor aktivieren und buchstäblich in letzter Sekunde den Thaumeter sabotieren, so dass Katz die Existenz der Bodger nicht aufdecken kann. Glick verkündet, die Patente ihres Mannes zur Gründung einer Stiftung für junge Erfinder nutzen zu wollen. Jack bietet dem Spieler an, ihn in die Gruppe der Bodger aufzunehmen.

### Charaktere
Eric Knight
Der Spieler ist ein 23-jähriger Nachwuchsforscher, der im Alter von 13 Jahren mit einer schmutzabweisenden Beschichtung einen mit 100.000 US-Dollar dotierten Erfinderpreis gewann und seit drei Jahren erfolglos an einem speziellen Laser arbeitet.
Jack
Ein Bodger, der den Spieler in die Welt dieser magiebegabten Gruppe einführt.
Sarah Glick
Witwe des verstorbenen Erfinders des Thaumeters, Henry Glick. Sie ist für den Spieler wie für den Antagonisten des Spiels der Schlüssel zur Erreichung ihrer jeweiligen Ziele.
Darius Katz
Der Antagonist des Spiels: Ein zwielichtiger Investor, der die Erfindermesse finanziert und die Patente von Henry Glick billig erwerben möchte.
Bruce Simmons
Norwegischer Erfinder, der einen „Anagrammer“ entwickelt hat, ein Gerät, das Gegenstände in ein Anagramm ihrer selbst verwandeln kann.
Charles Ardai
Ein betrügerischer „Erfinder“ einer Maschine, die angeblich Wasser aus Stein erzeugt.
Jean und Jodi Carlson
Die Zwillinge und Firmengründerinnen haben eine Maschine zum Kopieren von Gegenständen auf Molekularebene erfunden, kämpfen aber damit, wegen ihrer Attraktivität in der Männerwelt nicht ernst genommen zu werden.
Malcolm Douglass
Erfinder eines Teleporters, den er für den Transport medizinischer Hilfsgüter verwenden will.
Mike Dornbrook
Ein Pizzaverkäufer auf dem Platz vor der Messehalle. Dem gleichnamigen ehemaligen Infocom-Angestellten nachempfunden.
Mike Verdu
Ein junger Investor auf der Suche nach sozial verträglichen Investitionsgelegenheiten.
Paul „Skeez“ Vettenmyer
Erfinder einer als DeLorean DMC-12 getarnten Zeitmaschine, die Gegenstände fünf Minuten in die Vergangenheit senden kann.
Vitas Varnas
Australischer Erfinder einer Maschine, die Dinge unsichtbar macht. Er wurde nicht zur Ausstellung zugelassen, da er die Maschine auf sie selbst anwandte, so dass sie nicht mehr sichtbar ist.

## Spielprinzip und Technik
Thaumistry ist ein Textadventure. Das Spiel stellt die jeweilige Spielumgebung sowie das Geschehen in Textform dar, die Visualisierung obliegt der Fantasie des Spielers. Das Spiel findet wie bei einem Pen-&-Paper-Rollenspiel zugweise statt. Der Spieler gibt einen Zug als Befehl in natürlicher Sprache ein, wobei er auf die Spielumgebung, computergesteuerte Spielfiguren („NPCs“) oder mit sich geführte Gegenstände („Inventar“) Bezug nimmt. Das Herzstück des Spiels, der Parser, wertet wie der Spielleiter bei einem Pen-&-Paper-Rollenspiel die Eingabe aus, modelliert gegebenenfalls die Spielwelt um, teilt dem Spieler in Textform mit, was sein Zug bewirkt hat. Auf diese Weise kann der Spieler die Spielwelt erforschen, Rätsel lösen und dadurch die Handlung vorantreiben, wobei durch das Lösen bestimmter Rätsel weitere Areale der Spielwelt freigeschaltet werden.
Thaumistry bietet zwei technische Darstellungsweisen: Standard ist der Vollbildschirm-Modus, in dem der gesamte Bildschirm genutzt wird und der eine rudimentäre grafische Oberfläche bietet, über die auf das Menü und eine Landkartenfunktion zugegriffen werden kann. Alternativ kann ein Retro-DOS-Fenster mit ausschließlich textlicher Darstellung genutzt werden, wie es zur Blütezeit der Textadventures in den 1980er-Jahren gängig war und das als Nebeneffekt von Screenreadern problemlos ausgelesen werden kann und das Spiel so behindertengerecht macht.

### Zaubersprüche
In Thaumistry gelangt der Spieler nach und nach an ein Arsenal von 21 Zaubersprüchen (drei davon nur temporär), die er auf seine Umgebung oder sich selbst anwenden kann. Die Verwendung des richtigen Zauberspruchs an der richtigen Stelle ist essenziell für das Vorantreiben der Spielhandlung, während das ausprobierende Verwenden der Zaubersprüche an unpassenden Stellen einen signifikanten Teil des Reizes des Spiels ausmacht.
1. ACELA: Beschleunigt Dinge, Personen oder Vorgänge
2. ACERTA: Reduziert Unsicherheit
3. ADAGIA: Verlangsamt Dinge oder Lebewesen
4. ADELA: Erzeugt Dampf
5. AIRFULLA: Füllt ein Objekt oder eine Person mit Luft
6. ALCATRAZA: Biegt Gitter auseinander
7. ALOHA: Beschwört eine Gruppe Hula-Tänzer
8. ALPACA: Beschwört ein Alpaca
9. ALTA: Lässt den Spieler in der Luft schweben
10. ALVA: Behebt Probleme mit der Elektrik
11. AMANA (temporär): Bestrahlt ein Objekt mit Mikrowellen
12. AMNESIA (temporär): Verursacht Gedächtnisverlust
13. AMPHORA: Beschwört griechische Kellner
14. AMPLIA: Lässt dem Spieler leise Geräusche lauter erscheinen
15. ANACONDA: Drückt einen Gegenstand oder ein Lebewesen zusammen
16. ANAMNESIA: Stellt verlorene Erinnerungen wieder her
17. ANTARCTICA (temporär): Beschwört eine Herde Pinguine
18. ARETHA: Beschwört die Queen of Soul
19. ASBESTA: Dämmt Gegenstände gegen Hitze
20. AURA: Bringt Dinge zum Leuchten
21. AYKROYDIA: Begradigt Ströme

## Entwicklungs- und Veröffentlichungsgeschichte
Erste Ideen zu einem Textadventure, das später einmal Thaumistry werden sollte, hatte Bates bereits 2005. Zu diesem Zeitpunkt war er nach langjähriger Geschäftsführertätigkeit bei Legend Entertainment als selbständiger Berater in der Videospielebranche tätig und verspürte den Wunsch, zwölf Jahre nach Eric the Unready wieder ein eigenes, persönliches Spiel zu schreiben. Das archaische Genre des Textadventures bietet Bates zufolge eine „intime Bindung“ zwischen Autor und Spieler, da der Autor mögliche Aktionen des Spielers antizipieren könne und der Spieler genau dieses Antizipieren der eigenen Gedankengänge erkennen und wertschätzen würde. Außerdem wollte er versuchen, den Spaß, den er 1993 bei seiner Arbeit an Eric the Unready hatte, wiederaufleben zu lassen. In einem Interview mit dem Branchenmagazin Gamasutra fasste Bates seine Designüberlegungen so zusammen:

“You need to ground players in the gameworld so they have a context for what’s going on; you need to hold their hand as they start to play, and not overwhelm them with too much too soon; and you need to constantly deliver whatever kind of fun you promised when you enticed them to start playing.”

Der Arbeitstitel des Spiels war Bodgers. Zwar ist Thaumistry im Kern ein auf Unterhaltung ausgelegtes Spiel mit einer fröhlichen Grundatmosphäre, jedoch bemühte sich Bates nach eigener Aussage, als Metathema im Hintergrund den Spieler herausfinden zu lassen, wie Entscheidungen im Leben getroffen werden und wie sie die eigene Identität formen und verändern. In technischer Hinsicht plante er zunächst, sein Konzept mittels der Programmiersprache Inform umzusetzen, entschied sich später aber wegen der HTML-Unterstützung und der Nähe zu C für TADS. Er programmierte das Spiel über die nächsten zwölf Jahre hinweg in seiner Freizeit.
Im Januar 2017 startete Bob Bates eine Crowdfunding-Kampagne auf der Plattform Kickstarter, um 25.000 US-Dollar für die weitere Produktion des Spiels einzunehmen. Während Bates bis dahin alleine am Spiel gearbeitet hatte, sollte das Geld in freie Mitarbeiter investiert werden, um das Spiel technisch zu verbessern und an kommerzielle Plattformen anzubinden. Eine Veröffentlichung wurde für Juli 2017 avisiert. Im Promotionsvideo zur Kampagne traten die Spieledesigner Al Lowe, Steve Meretzky und Tim Schafer auf, die Soundeffekte stammten von Chris Hülsbeck. Im Rahmen der vierwöchigen Kampagne wurden gut 35.000 US-Dollar eingenommen. Damit wurde eines der sogenannten „Stretch Goals“ erreicht, eine für Crowdfunding-Kampagnen von Computerspielen gängige Erweiterung des Spielumfangs bei Erreichen bestimmter Geldbeträge. Für das Erreichen der 35.000-Dollar-Marke wurde die Erstellung von „digitalen Feelies“ versprochen, Spielbeilagen im Stile der alten Infocom-Spiele, die Hintergrunddetails für die Spielwelt liefern und so die Immersion des Spielers verstärken sollen. Im Falle von Thaumistry waren dies eine Informationsbroschüre für Bodger, eine Ausgabe der fiktiven New Bodge Times und ein Interview mit Eric Knight im fiktiven Invent! Magazine von September 2017. Für das Erreichen der 40.000- bzw. 50.000-Dollar-Marken wurden Umsetzungen für mobile Endgeräte mit dem Betriebssystem Android respektive iOS versprochen. Das Ziel wurde zwar nicht erreicht, aber beide Versionen wurden dennoch entwickelt und mit einiger Verzögerung veröffentlicht. Eine Besonderheit stellte dabei das geräteübergreifende Synchronisieren von Spielständen dar.
Das Spiel erschien am 8. Oktober 2017 über die Vertriebsplattform Steam für Personal Computer mit den Betriebssystemen Linux, macOS oder Windows. Die Version für mobile Endgeräte mit den Betriebssystemen Android und iOS folgte im Februar 2019.

## Rezeption
Das Fachmagazin Adventure Gamers hielt dem Spiel zugute, dass es gegenüber den frühen, minimalistischen Textadventures im Stil eines Scott Adams deutliche Verbesserungen beim Spielkomfort wie ein Tutorial und eine automatische Speicherfunktion einführe und sich so „erfrischend modern“ anfühle. Die Textmenge sei genau richtig, die NPCs hätten eigene Hintergrundgeschichten. Redakteur Peter Mattsson stellte heraus, dass Thaumistry insofern ein „soziales Gewissen“ habe, als es innerhalb des Rahmens eines rein auf Unterhaltung ausgerichteten Spiels durch kleine Details Kommentare zu politischer Geschichte und aktuellem politischen Geschehen abgebe, ohne dabei belehren zu wollen. Die deutsche GameStar sah Thaumistry erzählerisch in der Tradition früherer Werke von Bates, dessen „nerdisch-verschmitzter Humor“ immer wieder durchscheine. Das Magazin lobte die hohe Rätseldichte, die sich aus dem Spielprinzip ergebe, und die „gut und pointiert geschriebenen“ Texte. Redakteur Gunnar Lott kritisierte lediglich die Story als „relativ konventionell“ und seicht. Golem.de hob positiv hervor, dass Thaumistry trotz des archaischen Genres durch „gute Erklärungen, leichte Bedienbarkeit und ein sehr flexibles Eingabesystem (...) erstaunlich zugänglich“ sei. Redakteur Thorsten Wiesner wertete, das Spiel sei „sehr stimmig, weitgehend witzig und (...) motivierend“. Die britische PC Gamer stellte heraus, dass Thaumistry aktuellen Trends zum Trotz kein verkopftes Autorenspiel sei, sondern versuche, zugänglich, freundlich und möglichst wenig wie ein Arthouse-Spiel daherzukommen. Das Spiel sei im Kern ein unbeschwertes, im positiven Sinne albernes Infocom-Spiel, das nicht den durch den geringen Speicherplatz bedingten Restriktionen der 1980er-Jahre unterliege und deshalb um moderne Funktionen wie eine Karte der Spielwelt, eine adaptive Hilfe-Funktion, einen verbesserten Parser, ausführlichere Raum- und Objektbeschreibungen sowie umfangreiche Reaktionen des Parsers erweitert wurde. Redakteurin Emily Short stellte heraus, dass insbesondere die sechs Erfinder, auf die der Spieler während des Spiels stoße, mit großer Charaktertiefe angelegt seien und interessante Hintergrundgeschichten böten. Sie kritisierte aber, dass die Charaktereigenschaften der NPCs zurückträten, wenn sie mit dem Rätseldesign kollidierten – die Aufgaben, die die NPCs dem Spieler gäben, stünden teilweise im Widerspruch zu ihrem Charakter. Im Spieleveteranen-Podcast bezeichneten die Computerspiele-Journalisten Anatol Locker und Heinrich Lenhardt Thaumistry als Komödie im Stile alter Infocom-Spiele. Lenhardt bezeichnete das Spielen eines Vertreters eines seit den 1990er-Jahren „ausgestorbenen“ Spielegenres als „komische Erfahrung“, die aber durch den sehr gut programmierten Parser gemildert werde. Locker lobte hingegen lobte das „schräge Szenario“, Bates’ „ganz speziellen Humor“, der sich insbesondere zeige, wenn der Spieler Dinge ausprobiere, statt nur dem korrekten Lösungsweg zu folgen, sowie den Parser, der extrem viel verstehe. Der Autor habe die Eigenschaft, unabhängig von der Epoche, in der seine Spiele spielen, aktuelle Bezüge in der Handlung unterzubringen. Außerdem schaffe er es, textlich auf den Punkt zu kommen. Locker zeigte sich aber enttäuscht darüber, dass der Spieler gegenüber den NPCs nicht die emotionale Bindung entwickle, die ein wesentliches Merkmal alter Infocom-Spiele wie Planetfall, Stationfall oder Leather Goddesses of Phobos war. Das US-Magazin Quarter to Three des US-Schauspielers und Journalisten Tom Chick zeigte auf, dass Interactive-Fiction-Spiele im Jahr 2020 für gewöhnlich kostenlos (da aus der Amateurszene stammend) seien und dass Thaumistry mit einem Einstiegspreis von 14,99 US-Dollar eine hohe Erwartungshaltung wecke, die es voll und ganz erfülle. Rock, Paper, Shotgun wies in einem Preview darauf hin, dass das Erreichen des Finanzierungsziels für die Portierung auf Android und iOS bedeuten würde, dass die Freeware-Programmiersprache TADS auf diese Betriebssysteme portiert und damit Hunderte von TADS-Spielen für mobile Endgeräte nutzbar machen würde. Durch das Verfehlen des entsprechenden Finanzierungsziels erfolgte keine komplette Portierung, stattdessen wurde der Interpreter QTADS soweit modifiziert, dass eine reine Textversion von Thaumistry auf mobilen Endgeräten lauffähig war.